# Aegiochus francoisae
Aegiochus francoisae là một loài chân đều trong họ Aegidae. Loài này được Wetzer miêu tả khoa học năm 1990.